# Norwood Young America
Norwood Young America é uma cidade localizada no estado americano de Minnesota, no Condado de Carver.

## Demografia
Segundo o censo americano de 2000, a sua população era de 3108 habitantes.
Em 2006, foi estimada uma população de 3473, um aumento de 365 (11.7%).

## Geografia
De acordo com o United States Census Bureau tem uma área de
4,3 km², dos quais 4,3 km² cobertos por terra e 0,0 km² cobertos por água.

## Localidades na vizinhança
O diagrama seguinte representa as localidades num raio de 16 km ao redor de Norwood Young America.